# Jean Nallit
Jean Nallit, né Jean Georges Maurice Nallit le 14 septembre 1923 à Lyon et mort le 12 novembre 2024 à Anse,, est un résistant français, membre du réseau Charette, Juste parmi les Nations.

## Histoire
Engagé dans la résistance en 1941 sous le pseudonyme de Gratien, Jean Nallit est arrêté par la Gestapo à Lyon le 31 mars 1944 en compagnie de Georges Tassani, il est interrogé et torturé dans les sous-sols de l'école de santé des armées puis incarcéré à la prison Montluc,. Il quittera Montluc le 1er mai 1944 pour le camp de Royallieu jusqu'au 10 mai où il sera déporté au camp de Buchenwald.
À la suite de la défaite allemande, le kommando dont il dépendait est envoyé vers la mer Baltique à pieds le 11 avril 1945 pour être exterminé par noyade à Lübeck. Il sera finalement sauvé par les alliés le 8 mai 1945.
Il raconte dans son livre autobiographique : Renseignements et faux papiers: mon parcours de résistant de Lyon à Buchenwald, l'implication des mouvements de résistance: Combat et Charette, notamment les missions de renseignements et la réalisation des faux papiers qui permirent de sauver plusieurs centaines de juifs et résistants.  
Jean Nallit s'investit dans les associations de mémoire de la Résistance et de la déportation. Son épouse, Gilberte Florin (1926-2022), également résistante, l'accompagne dans son action de transmission auprès des écoles, collèges et lycées de la région lyonnaise. 
Le 16 avril 1992, Yad Vashem décerne à Jean Nallit le titre de Juste parmi les Nations.

## Décorations
- Grand-croix de la Légion d'honneur (14 juillet 2019)[6]
- Grand officier de l'ordre national du Mérite (7 mai 2007)[7]
- Croix de guerre 1939–1945
- Médaille de la Résistance française (31 mars 1947)[8]
- Commandeur de l'ordre des Palmes académiques par décret du 25 avril 2017[9].
- Croix du combattant volontaire de la guerre de 1939–1945
- Croix du combattant volontaire de la Résistance
- Croix du combattant
- Médaille commémorative française de la guerre 1939–1945
- Médaille de la déportation pour faits de Résistance

Jean Nallit reçoit le titre de « Juste parmi les nations » le 16 avril 1992 par Yad Vashem. 

## Autobiographie
- Jean Nallit, Renseignements et faux papiers : mon parcours de résistant, de Lyon au camp de Buchenwald, Craponne, Les Passionnés de bouquins, coll. « Témoignages », 2013, 120 p. (ISBN 978-2-36351-010-5)